# حوزه انتخابیه هفتم آلاباما
حوزه انتخابیه هفتم آلاباما یک حوزه انتخابیه مجلس نمایندگان آمریکا است که در ایالت آلاباما قرار دارد.